# Скопско българско свещеническо училище
Скопското българско свещеническо училище е отворено в началото на учебната 1902/1903 година. В него се приемат завършили вече основно училище, които се подготвят за свещеници, главно по селата.
Първоначално в него има подготвителен клас и един (първи) курс. Следващата година се открива и втори курс, а в 1905 година – и извънреден курс. Към 1911/1912 година структурата на училището се състои от подготвителен курс, I, II и извънреден курс.
Разпределението на часовете в трите български училища – мъжкото педагогическо, девическото и свещеническото, се съгласува между учителите и с Българската екзархия.
През есента на 1909 година временен управител на училището е йеромонах Панарет, а след това К. Самарджиев. Сред учителите през учебната 1909/1910 година са йеромонах Григорий, Натанаил Матов, Димитър Софкаров, д-р Т. Филипов (лекар на пансионите), както и Димитър Попандов, който на 22 ноември 1909 година е арестуван заедно с учителя Ат. Михайлов заради речите, които държат на погребението на войводата Васил Аджаларски.
В 1911/1912 учебна година Свещеническото училище има 7 учители, които обучават 69 ученици. Ректор е архимандрит Методий от Воден, завършил Киевската духовна семинария. Преподаватели са Трайче Антов, завършил Солунската българска мъжка гимназия от село Бразда, Скопско, Станислав Аргиров от Лозенград, Иван Ингилизов от Пехчево, Христо Марков от Щип, Димитър Софкаров от Велес и Георги Петров от Кратово.

## Галерия
- Писмо от временния управител на Българското свещеническо училище в Скопие йеромонах Панарет до екзарх Йосиф за подобрения в учебната дейност, 1909 г. с. 1
- Писмо от временния управител на Българското свещеническо училище в Скопие йеромонах Панарет до екзарх Йосиф за подобрения в учебната дейност, 1909 г., с. 1 гръб
- Разпределение на часовете на арестувания учител Димитър Попандов между другите учители, с. 1, г. 2 март 1910
- Разпределение на часовете на арестувания учител Димитър Попандов между другите учители, с. 2
- Предложение за промяна на името на училището, 2 март 1910 г.
- Отхвърляне на решението за преименуване, 13 март 1910 г.